# Мартиросян, Армен Павликович
Армен Павликович Мартиросян (арм. Արմեն Մարտիրոսյան; 30 сентября 1973, Ереван) — армянский политический деятель.

## Биография
1990—1994 — факультет единоборств Армянского государственного института физической культуры. Тренер дзюдо, преподаватель физкультуры, старший преподаватель. Кандидат педагогических наук.
1994—1995 — служба в Вооружённых силах республики Армения, 
1995—2001 — преподавательская работа в Армянском государственном институте физической культуры .
2001—2007 — ассистент (старший преподаватель).
2002—2004 — заведующий отделом внешних связей в Армянском государственном институте физической культуры. Автор 20 научных статей, тезисов и учебных пособий.
2007—2012 — депутат Национального собрания Армении. Член партии «Наследие».
В парламентских выборах в Армении 2017 года партия «Наследие» участвовала в рамках блока ОРО (Оганян — Раффи — Осканян) и не попала в Национальное собрание.
С февраля 2018 по март 2019 — председатель партии «Наследие».
В 2018 году как председатель партии руководил избирательной кампанией Раффи Ованнисяна на пост мэра Еревана и был номером два в списке «Наследия» на сентябрьских выборах в городской совет Еревана.
В январе 2019 года по сообщению газеты «Жоховурд» покинул Армению.